# Sistema antilag
Il sistema anti-lag o Anti Lag System (ALS) chiamato anche Bang-Bang è un sistema utilizzato sui motori turbo per ridurre al minimo il turbo lag sulle vetture da competizione.

## Funzionamento
Il funzionamento di tale sistema prevede molte varianti, ma in tutte è prevista l'alimentazione della parte turbo del sistema di sovralimentazione, con aria o aria carburante.
La soluzione principale e che permette un migliore controllo del ritardo del turbo prevede l'indirizzamento di piccole quantità di carburante e d'aria all'interno del condotto di scarico esattamente all'uscita dopo il motore, ma prima dell'entrata dello stesso nel condotto che fa funzionare il turbocompressore, questo si può ottenere o deviando il ricircolo delle valvole pop-off nel condotto di scarico e aggiungendo un iniettore carburante, oppure evitando la combustione nel cilindro non facendo scoccare la scintilla o tramite iniezioni di carburante durante la fase di scarico e incrocio valvole, tutti questi sistemi prevedono che la combustione avvenga spontaneamente per autoaccensione grazie alle alte temperature allo scarico il quale è incandescente, aumentando la pressione nello stesso e permettendo il mantenimento del regime al turbocompressore.

Generalmente, questo sistema genera delle fiammate che fuoriescono dal tubo di scarico chiamate ritorno di fiamma, oltre a consumare carburante e produrre inquinanti, per questo alcune soluzioni prevedono che in fase di rilascio dell'acceleratore ci sia solo l'immissione di maggiore aria tramite una valvola a farfalla lasciata più aperta, in questo modo pur venendo meno la combustione si ha sempre una pressione che pur non essendo sufficiente per il mantenimento a lungo del regime del turbocompressore, permette di mantenere una velocità di rotazione sufficiente per un tempo maggiore rispetto a sistemi senza accorgimenti.